# Héming
 Héming  es una comuna      y población de Francia, en la región de Lorena, departamento de Mosela, en el distrito de Sarrebourg y cantón de Lorquin.
Su población en el censo de 1999 era de 458 habitantes.
Está integrada en la Communauté de communes du Pays des Deux Sarres .

## Demografía
| 566 | 581 | 494 | 506 | 452 | 458 |
| Para los censos de 1962 a 1999 la población legal corresponde a la población sin duplicidades (Fuente: INSEE [Consultar]) |     |     |     |     |     |

- Datos: Q22230
- Multimedia: Héming / Q22230

1. ↑  Worldpostalcodes.org, código postal n.º 57830.
2. ↑  INSEE, Datos de población para el año 2012 de Héming (en francés).